# 假想化合物
假想化合物是已设想，但未被合成、观察到或分离的化合物。
有些假想化合物完全无法形成。其他可能非常不稳定、容易分解、异构化、聚合、重排或歧化。有些被认为仅可在真空中，或以活性中间体的形式短暂存在（如氦合氢离子）。
有些化合物因空间位阻（如四叔丁基甲烷）或键应力（如正四面体烷）而不能结合在一起。
有些化合物没有已知的合成途径（如超立方烷）。
有些“母体化合物”仍未或无法分离，即使已经发现或合成了有取代基的稳定结构类似物（如硼唑）。
假想化合物通常是从已知化合物中预测的，例如“母体酸”不是稳定分子的盐类，或者只与某些阳离子形成盐的盐类。
假想化合物可以用于一些思想实验。
一些长期以来被认为是假想的化合物，后来得到分离。乙烯二酮于1913年提出，于2015年通过光谱观察。
其他化合物曾经被认为已经产生，但现在普遍认为是不可能产生的假想化合物，如聚合水。